# Стирлинг, Джеймс Фрейзер
Сэр Джеймс Фрейзер Стирлинг (англ. James Frazer Stirling, 22 апреля 1926, Глазго — 25 июня 1992, Лондон) — британский архитектор.

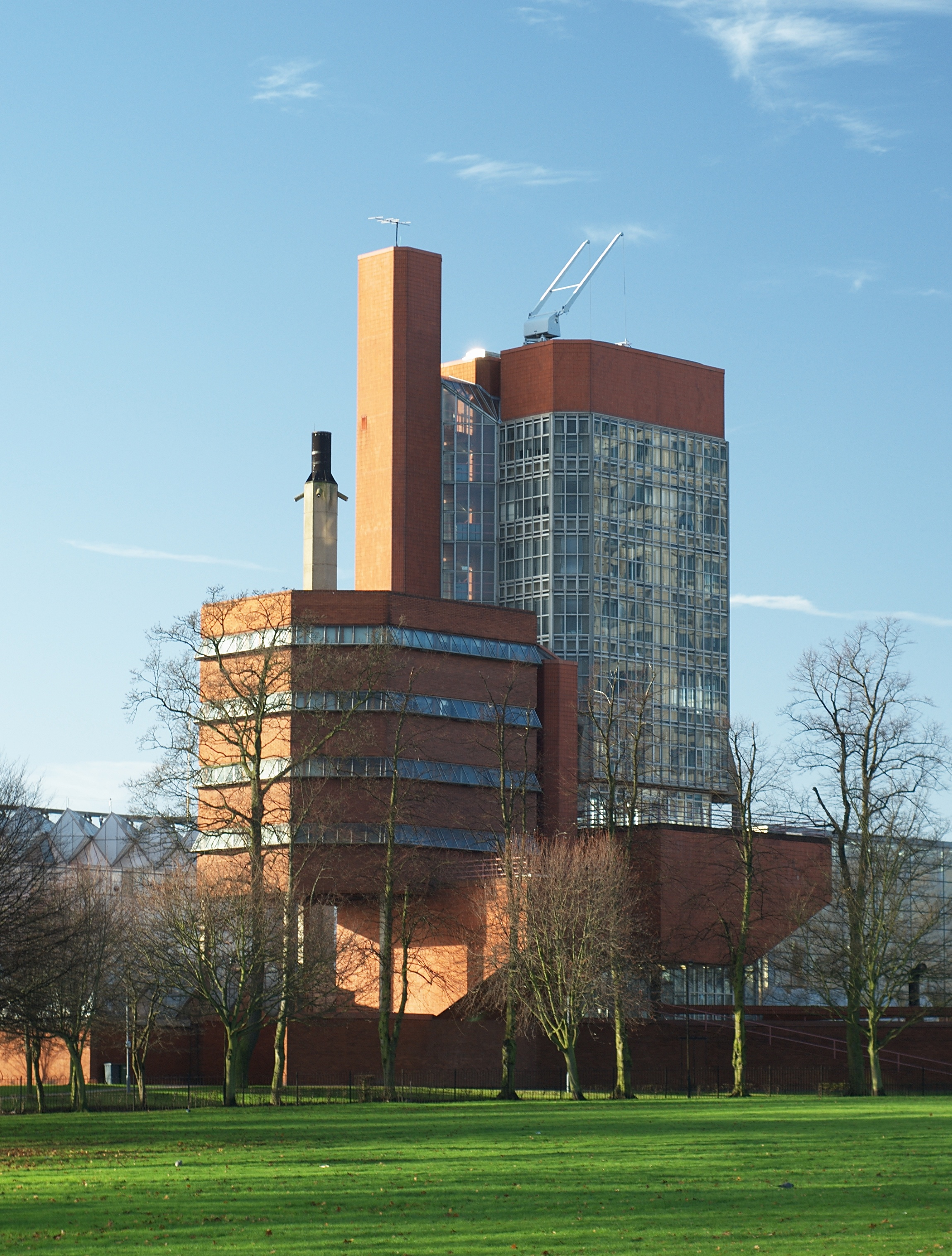
Инженерный корпус Лестерского университета (1963)

По окончании Второй мировой войны изучал архитектуру в Ливерпульском университете. Несколько лет Стерлинг работал в фирме «Лайонс, Исраэль и Эллис», а в 1956 году основал бюро «Стерлинг и Гоуэн», просуществовавшее до 1963 года. В этот период он увлекался модернизмом и брутализмом. Наиболее значительная постройка раннего Стерлинга — инженерный корпус Лестерского университета (1963).
В 1970-е годы стиль архитектора претерпевает изменения. Сооружения, спроектированные им в этот период, перекликаются с архитектурой античности и барокко, большее значение приобретают цвет и орнамент. Шедевром этого стиля считается Новая государственная галерея в Штутгарте (1984). К нему же относятся центр социальных исследований в Берлине (1988), несколько английских музеев, а также Штутгартская высшая школа музыки и театра и лондонское офисное здание No 1 Poultry, построенные уже после смерти мастера.
Стерлинг стал третьим лауреатом престижной Притцкеровской премии, а незадолго до смерти был посвящён в рыцари. С 1996 года проводится вручение награды, названной в его честь.